# 石堂ヶ岡
石堂ヶ岡（いしどうがおか）は大阪府茨木市、豊能郡豊能町の境に所在する標高680.1mの山。山頂は茨木市に属する。大阪50山の一つ。

## 概要
歴史は古くから残っており、堂島米会所の米相場を旗振り通信で伝えた中継所として利用され、比叡山・愛宕山・鴻応山などとともに相場振り山と呼ばれていた。
山頂は茨木高原カンツリー倶楽部敷地内、クラブハウス近くの山中にあり、私有地のため山頂に行くためにはクラブハウスに申し出る必要がある。山頂には深く埋もれた一等三角点が存在する。山頂からは箕面山・能勢妙見山などが一望できる。自動車があれば山頂直下まで行くことが出来る。公共交通機関利用の際は北千里駅または千里中央駅から阪急バス北摂霊園線で霊園北口バス停下車徒歩20分が最も早い。